# Monochamus nigrobasimaculatus
Monochamus nigrobasimaculatus är en skalbaggsart som beskrevs av Stefan von Breuning 1981. Monochamus nigrobasimaculatus ingår i släktet Monochamus och familjen långhorningar.
Artens utbredningsområde är Kenya. Inga underarter finns listade i Catalogue of Life.